# Friedrich von Ingenohl
Gustav Heinrich Ernst Friedrich von Ingenohl, född 30 juni 1857, död 19 december 1933, var en tysk marinofficer.
Ingenohl blev konteramiral 1907, viceamiral 1910 och 1913 amiral och chef för Högsjöflottan. Han var emot tyska flottans insättande i ett avgörande sjöslag och avgick efter Doggerbankslaget 1915 i februari från chefsplatsen. Fram till 1915 års slut var han stationsbefälhavare i Kiel.